# Meshabash
Meshabash är en ort i Azerbajdzjan.   Den ligger i distriktet Qax Rayonu, i den nordvästra delen av landet, 280 km väster om huvudstaden Baku. Meshabash ligger 430 meter över havet och antalet invånare är 382.
Terrängen runt Meshabash är varierad. Närmaste större samhälle är Qax, 3,8 km öster om Meshabash.
Omgivningarna runt Meshabash är en mosaik av jordbruksmark och naturlig växtlighet. Runt Meshabash är det ganska glesbefolkat, med 36 invånare per kvadratkilometer.